# Operació Judes
Operació Judes és el criptònim que va rebre una operació de la Guàrdia Civil, sota la instrucció de l'Audiència Nacional espanyola, en la qual el 23 de setembre de 2019 es van detenir nou persones vinculades als Comitès de Defensa de la República (CDR) sota l'acusació de terrorisme. Set dels detinguts van ser tancats en situació de presó preventiva, a la presó de Soto del Real. Després de l'excarceració als tres mesos, tots ells resten pendents de judici, fixat inicialment per l'1 d'abril de 2024.

## Detencions
Les primeres investigacions es van iniciar un any abans de les detencions. Dos dels investigats i detinguts pertanyien al grup conegut com "els 9 de Lladoners" i ja estaven sent processats per aquells fets.
Les detencions van començar la matinada del 23 de setembre de 2019 quan uns 500 agents de la Guàrdia Civil, sota les ordres del Jutjat d'Instrucció número 6 de l'Audiència Nacional, es van desplegar simultàniament al Vallès Occidental (Sabadell, Cerdanyola del Vallès, Santa Perpètua de Mogoda), Vallès Oriental (Mollet del Vallès, Sant Fost de Campsentelles) i Osona (Sant Pere de Torelló, Gurb), on es van realitzar 10 escorcolls en domicilis i locals. Es van detenir 9 persones de les que dues van ser alliberades la mateixa tarda i la resta foren traslladades a Madrid per prestar declaració davant el jutge. Des del moment que es van realitzar les detencions, l'organització antirepressiva Alerta Solidària va engegar un comitè de suport per a donar suport als represaliats i les seves famílies, exigir la llibertat dels empresonats i esclarir les raons que hi havia al darrere d'aquell operatiu.
La fiscalia va emetre un comunicat on qualificava els detinguts com a «grup terrorista de caràcter secessionista» i que s'havia procedit a la seva detenció per «avortar el projecte que hauria pogut ocasionar danys irreparables» i els acusava de delictes de terrorisme, rebel·lió i tinença d'explosius.

## Empresonament
El dijous següent van prestar declaració davant el jutge de l'Audiència Nacional Manuel García-Castellón i aquest va decretar presó sense fiança comunicada per 7 de acusats, els va enviar a la presó de Soto del Real i va mantenir la causa sota secret de sumari. En canvi David Budria i Clara Borrero van restar en llibertat amb càrrecs, sent a partir d'aleshores molt actius en la defensa dels seus set companys empresonats.

### Irregularitats del procés
Els advocats dels acusats van denunciar des del primer moment diverses irregularitats en el procés, ja que alguns dels registres s'havien fet sense l'advocat defensor present, alguns dels acusats havien estat privats de son durant més de 24 hores, se'ls havia interrogat ininterrompudament durant més de 6 hores i sotmesos a coaccions i amenaces. Els advocats també van criticar que part del sumari, tot i ser secret s'havia filtrat a la premsa, inclús alguns vídeos de la declaració davant del jutge d'algun dels acusats, provocant així indefensió dels seus clients. Segons aquestes filtracions, part del pla dels acusats era un tancament indefinit al Parlament de Catalunya amb la connivència del President Quim Torra.
El 10 d'octubre, Alerta Solidària, col·lectiu responsable de la defensa política i jurídica, va publicar un comunicat notificant que dos dels set presos polítics es trobaven en règim d'aïllament FIES-3, aplicat a reclusos amb acusacions de terrorisme. Així mateix, el col·lectiu també va denunciar que els acusats es trobaven dispersats en mòduls separats.
El 21 d'octubre, Alerta Solidària de nou va denunciar públicament el maltractament psicològic, fins i tot físic, a la que s'estava sotmetent a un dels empresonats a Madrid. El pres va mostrar moltes llacunes durant l'interrogatori, fet que denota la possibilitat que l'haguessin arribat a drogar.
El 23 d'octubre, un mes després de les detencions, institucions penitenciàries va fer saber a Ferran Jolis, veí de Santa Perpètua de Mogoda empresonat arran de l'operació, que se li restringien les comunicacions per telèfon i els vis a vis, amb la seva parella i el seu pare durant tres mesos. Xavier Pellicer, portaveu d'Alerta Solidària, va manifestar en roda de premsa que aquesta sanció s'havia imposat «sense cap justificació» i «per intentar tapar totes les vulneracions que han patit», i que li semblava «molta casualitat» que s'hagués fet quan pare i parella havien «denunciat el tracte» del seu familiar davant dels mitjans de comunicació.

### Filtracions a la premsa
Paral·lelament, aquell mateix dia, el jutge Manuel García-Castellón va aixecar el secret de sumari. No obstant això, els advocats de les víctimes de l'operació policíaca van seguir sense poder tenir accés a la documentació mentre que, durant els primers dies després de les detencions, es van filtrar a la premsa detalls de la causa, fins al punt que van acabar sent les principals fonts per a la defensa dels advocats. En aquesta línia, van presentar un escrit davant de l'Audiència Nacional espanyola denunciant aquesta greu irregularitat. Tot i que la fiscalia del tribunal es va afegir al prec dels advocats, va estimar que la investigació havia de córrer a càrrec d'un jutjat d'instrucció madrileny. El 21 de novembre de 2019 es va fer saber que Juan Carlos Peinado, titular del jutjat d'instrucció número 41 de Madrid, citaria a declarar periodistes de vuit mitjans de comunicació (La Vanguardia, El Mundo, El País, ABC, Cadena SER, RTVE, El Confidencial i El Español) per un delicte de revelació de secrets en grau de cooperadors necessaris.
El 24 d'octubre, l'endemà de l'aixecament del secret de sumari, el diari ABC va publicar que un informe de la Guàrdia Civil constatava que els membres dels CDRs detinguts formaven part, presumptament, d'una «cèl·lula dorment», preparada per actuar tant punt se la requerís. Segons l'informe, els agents van trobar durant l'escorcoll una caixa amb boles de plom, similars a les que es van usar posteriorment als aldarulls de plaça d'Urquinaona de Barcelona, en resposta a la sentència del judici al procés independentista català. En cap cas hi constava mencionada la intervenció d'explosius, tal com van assenyalar diversos mitjans de comunicació i persones després de les detencions, com per exemple la portaveu de Ciutadans a Catalunya Lorena Roldán. L'informe també exposava com els agents van interceptar una conversa entre els detinguts i un interlocutor anomenat «Quim» per tractar el tema de la «pólvora». Finalment, el diari va remarcar en el seu article la forma d'actuar d'aquestes suposades cèl·lules dels CDRs, equiparable a la dels comandos legals d'Euskadi Ta Askatasuna formats per activistes sense antecedents.

### Excarceració
El 20 de novembre, la sala penal de l'Audiència Nacional va desestimar els recursos que els advocats d'Alerta Solidària, Eva Pous i David Aranda, van presentar contra el sistema de pressa de declaració davant de jutge que van realitzar Ferran Jolis i Jordi Ros, ja que no hi va veure «indefensió» ni vulneració de drets. A les dues interlocutòries presentades pel tribunal, es va manifestar que la mesura de presó preventiva era «proporcionada», així com «adequada i raonable», davant del risc de fuga, de destrucció i alteració de proves i de reiteració delictiva, i que hi havia «elements indiciaris suficients» sobre la «comissió de fets que presenten caràcter de delicte», tant en grau de participació com en comissió.
El 12 de desembre, la fiscalia de l'Audiència Nacional va canviar d'opinió respecte als empresonaments i, en conseqüència, va proposar al jutge que Eduard Garzón, Xavier Duch i Xavier Buigas quedessin en llibertat amb càrrecs i sota fiança de 9.000 euros cadascun. No obstant això, el 19 de novembre, la sala penal de l'Audiència Nacional ja havia anul·lat l'ordre de presó als tres encausats, a més d'un quart detingut, Alexis Codina, perquè considerava que la decisió d'empresonar-los, presa durant la vista, no s'havia informat als presos sobre els seus drets. Malgrat això, García Castellón va decidir mantenir-los igualment en presó preventiva. Les defenses dels encausat van considerar la mesura com «una nova maniobra per mantenir el segrest».
A partir del 20 de desembre es van anar decretant llibertat amb fiances d'entre 5.000 i 10.000 euros pels acusats, ja que segons la pròpia investigació qüestionava que les substàncies trobades es poguessin considerar explosius. El 26 de desembre de 2019 van ser alliberats Ferran Jolis i Alexis Codina, previ pagament d'una fiança de 5.000 euros i 10.000 euros, respectivament. El 10 de gener de 2020, van ser alliberats amb càrrecs sota fiança els dos últims detinguts, Jordi Ros i Germinal Tomàs. Ambdós van poder sortir de la presó de Soto del Real després de pagar una fiança de 30.000 i 15.000 euros, respectivament.

## Judici
El 21 d'octubre de 2022, el magistrat Manuel García-Castellón va tancar el sumari només dues setmanes després que es facilitessin les diligències secretes a la defensa, fet que va generar una situació d'indefensió denunciada per Alerta Solidària, especialment després que el jutge d'instrucció del cas dictaminés fins a onze resolucions que ordenaven el seu lliurament en pro d'una tutela judicial efectiva.
Es va citar a l'Audiència Nacional espanyola a Ferran Jolis, Jordi Ros, Germinal Tomàs, Edu Garzón, Alexis Codina, Xavier Buigas, Clara Borredo i David Budria, acusats de «pertinença a organització terrorista» i «fabricació i tinença d'explosius de caràcter terrorista», així com a Esther Canet, Sonia Pasqual, Rafael Delgado i Queralt Casoliva per «pertinença a organització terrorista». Dels tretze acusats inicials, finalment en van ser dotze ja que Xavier Duch va quedar exonerat del procés penal per motius de salut. Per a la resta, les penes de presó sol·licitades poden arribar als 27 anys de presó malgrat que la Guàrdia Civil no va trobar cap mena d'explosius en possessió.

## Querella contra la Guàrdia Civil
Just un any exacte després de les detencions, el jutjat d'instrucció de Sabadell va admetre a tràmit la querella interposada per Jordi Ros contra la Guàrdia Civil i va decidir obrir diligències d'investigació. L'acció penal posava en coneixement de les autoritats judicials les múltiples irregularitats comeses durant els escorcolls domiciliaris, les coaccions i amenaces i la impossibilitat d'accedir a l'assistència d'un advocat tant punt va ser detingut. Així mateix, el magistrat del jutjat va decidir procedir amb les investigacions per a identificar i fer declarar com a investigats a tots els agents del cos armat que van participar en l'operatiu, així com la declaració de la lletrada del jutjat de Sabadell present als escorcolls domicialiaris.
El 30 de setembre de 2020 el jutge va ordenar citar, en qualitat de testimonis, a Jordi Ros i a tres familiars que es trobaven a l'immoble durant l'escorcoll i detenció. En el cas de Jordi Ros se li va demanar l'aportació d'informes mèdics que acreditessin els perjudicis psíquics que li va comportar l'entrada forçosa de la policia. El jutge també va requerir al Col·legi d'Advocats de Sabadell que acredités si el detingut havia sol·licitat un advocat o li se li va assignar un d'ofici, per a saber així si es va vulnerar el seu dret a designar un lletrat per a la defensa. De la mateixa manera, el jutge va encarregar la taxació dels danys o desperfectes a l'habitatge, que el detingut va esgrimir en la denúncia, a un pèrit. En darrer lloc, també es va sol·licitar a l'Audiència Nacional espanyola la petició oficial d'entrada i escorcoll de la Guàrdia Civil al domicili del querellant, així com la interlocutòria que l'habilitava. En juny de 2024 va transcendir que l'Audiència de Barcelona va ordenar que s’investigués la querella que Jordi Ros va presentar contra 11 agents de la Guàrdia Civil per haver-lo vexat i torturat en els escorcolls i el seu trasllat a Madrid.

## Reaccions

### Declaracions
El 29 de novembre de 2019, els partits polítics Junts per Catalunya, Esquerra Republicana de Catalunya i Candidatura d'Unitat Popular van registrar una proposta de resolució conjunta al Parlament de Catalunya per a demanar la llibertat dels membres dels Comitès de Defensa de la República (CDR) detinguts en l'operació del 23 de setembre.
El 4 de desembre de 2019, l'Oficina de Drets Civils i Polítics de la Generalitat de Catalunya va emetre un informe en el qual denunciava nombroses irregularitats en l'operació, com ara la vulneració dels drets dels detinguts, especialment el de defensa; la filtració massiva del sumari als mitjans de comunicació; o l'anul·lació de les interlocutòries de presó de quatre dels detinguts i que l'endemà es tornessin a decretar sense haver estat posats en llibertat. Finalment, l'informe demanava la posada en llibertat immediata dels detinguts empresonats preventivament.

### Mobilitzacions

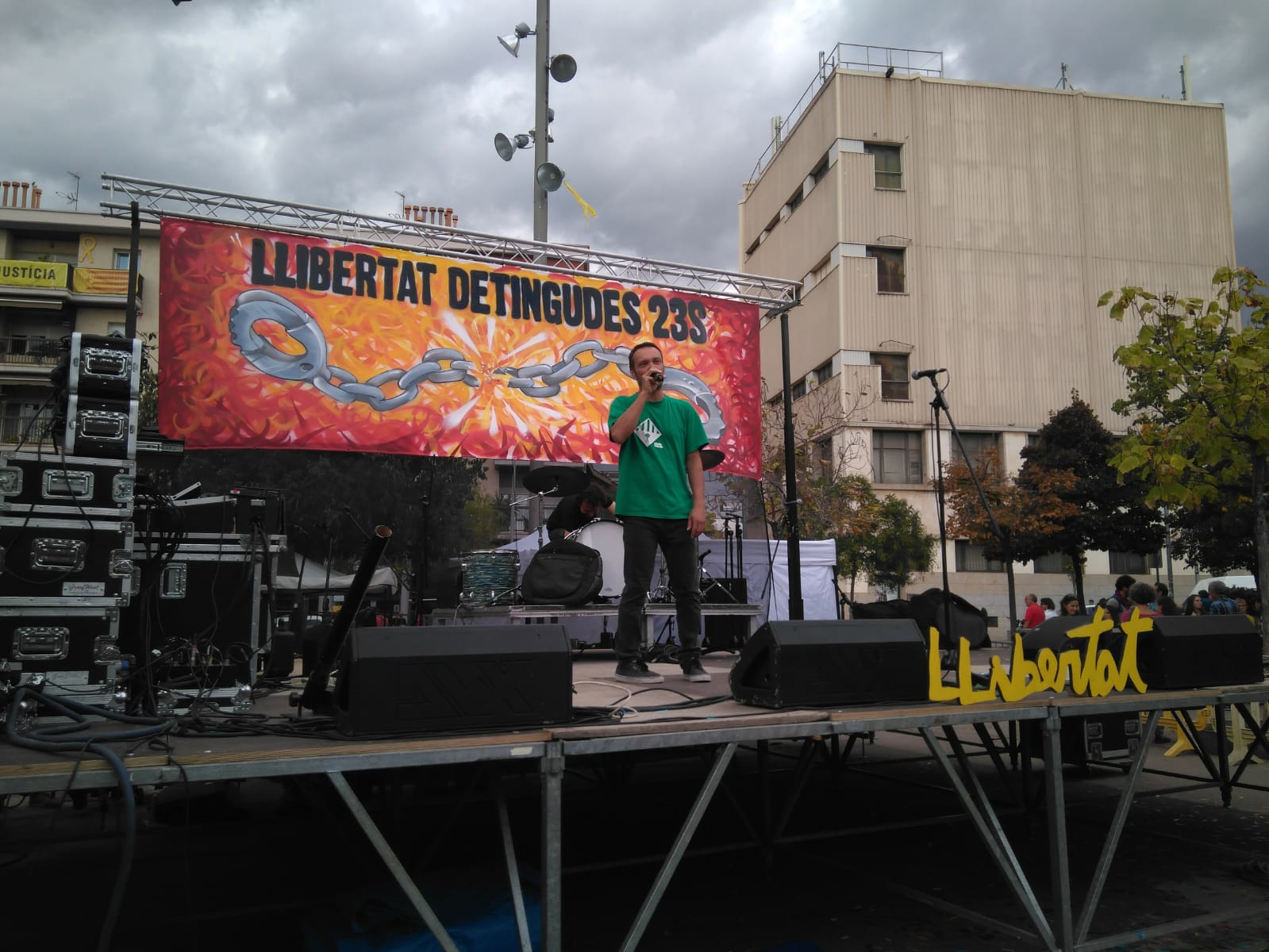
Acte de suport als detinguts, a Sabadell

El mateix dia de les detencions, nombroses mobilitzacions en defensa dels encausats es van succeir arreu de Catalunya. Una de la vintena de actes fou a Barcelona, on prop d'un miler de persones van seguir la convocatòria dels CDR i es van concentrar a les 20:30h davant de la caserna de la Guàrdia Civil de la travessera de Gràcia.
El 28 de setembre de 2019 es va convocar una manifestació a Sabadell convocada en solidaritat amb els encausats, amb l'assistència de més de 12.000 persones amb el lema «La repressió no ens aturarà. Llibertat». Durant dues hores la manifestació va recórrer el centre de la ciutat des de l'Eix Macià, davant dels Jutjats de Sabadell, i va finalitzar a la plaça de l'Ajuntament amb l'assistència entre d'altres, del diputat de la CUP Carles Riera o el vicepresident d'Òmnium Marcel Mauri.
El 23 d'octubre de 2019 a les 19:30 hores, unes 2500 persones es van aplegar al Racó del Campanar de Sabadell per manifestar el seu suport als set encausats que en aquell moment encara restaven a la presó de Soto del Real, així com altres víctimes de la repressió preventiva espanyola com Tamara Carrasco o el raper local Álex Nicolaev («Elgio»).
Aquell mateix dia a la vesprada, mig miler de persones es van concentrar a la plaça Verdaguer de Folgueroles en suport a Txevi Buigas, veí del poble detingut durant l'operatiu i que encara restava empresonat a Soto del Real. A l'acte hi van participar autoritats del govern municipal i es va poder escoltar un missatge de suport a tots els empresonats de la mà d'Adrià Carrasco, el jove que es trobava exiliat a Brussel·les acusat d'un presumpte delicte de rebel·lió, sedició i terrorisme. Al final de l'acte es van fer proclames al crit de «No hi som tots, falta en Txevi» i de «Llibertat».
El 23 de setembre de 2020, un any després de les detencions, centenars de persones es van aplegar per la vesprada a la plaça de l'Ajuntament de Sabadell per a reclamar l'absolució dels encausats. El públic assistent es va a instar a continuar la denúncia d'una causa «injusta» que «vol silenciar l'independentisme popular» i se sentiren consignes al crit de «Tots som CDR» i «No tenim por». La concentració va comptar amb la presència de Jordi Ros o Xavier Duch, dos dels encausats a l'operació.

### DocumentalDe matinada
El 26 de setembre de 2020 es va estrenar a Vic el documental De matinada, per tal d'explicar en menys d'una hora les irregularitats de l'operació policíaca, amb aportacions dels detinguts, familiars i advocats. Dos anys després, es va iniciar la campanya per recaptar fons de per al judici coneguda com a «Queda't a casa!». Aquesta va consistir en una crida solidària perquè tothom, el 2 de gener de 2023, mirés el documental en línia i pagués 7 euros d'entrada, davant la negativa reiterada de la Corporació Catalana de Mitjans Audiovisuals d'emetre la peça en qualsevol dels seus canals televisats.

## Reobertura del cas
El 20 d'agost de 2021 es va fer públic que la Fiscalia de l'Audiència Nacional mantenia l'acusació contra els membres dels CDR, de pertànyer a una organització terrorista. La notícia es va publicar arran d'una filtració al noticiari digital El Confidencial, en la qual un escrit del fiscal Miguel Ángel Carballo assegurava que els acusats tenien «dos laboratoris clandestins» per fabricar «explosius i substàncies incendiàries». El fiscal va assegurar que eren una organització «clandestina i estable», i que «els investigats haurien superat l'activitat dins dels seus respectius CDR i creat una organització terrorista paral·lela, de caràcter clandestí i estable, amb l'objectiu de portar a terme accions violentes o atemptats contra objectius prèviament seleccionats». La Fiscalia també va assegurar que tots ells formaven un grup «de gran radicalitat que hauria rebut l'encàrrec de preparar accions violentes» però no es va precisar per part de qui.
Segons les investigacions del Ministeri Fiscal es va realitzar preparatius per atemptar contra edificis com la Comandància Naval de Barcelona o el Govern Militar, i també contra infraestructures com torres d'alta tensió o autopistes, que es va dur a terme «vigilància i control d'instal·lacions policials» i «presa de fotografies i vídeos dels objectius predeterminats», així com cerques a internet sobre «persones vinculades a partits polítics contraris a la independència i sobre un agent dels Mossos d'Esquadra». També se'ls va acusar d'haver rebut assessorament d'experts i d'haver «portat a terme tots els passos necessaris per a l'elaboració i fabricació de substàncies incendiàries, deflagrats i explosives de forma efectiva», i que per això Fiscalia va afirmar que se'ls va requisar una granada de morter «considerada munició de guerra», i «més d'un quilo» de nitrat d'amoni, substància necessària per fabricar amonal. L'escrit va afegir que tenien plans per ocupar el Parlament de Catalunya, i un pressupost de 6.000 euros per preparar-ho. Els acusats van qualificar l'acusació de Fiscalia com una «filtració interessada» i un «fals relat», insistint que tots ells eren innocents.
El 14 de setembre de 2021, el jutge d'instrucció Manuel García-Castellón va processar els tretze activistes acusant-los de pertinença a organització terrorista, amb el pretext de formar part conjuntament d'un col·lectiu denominat «Equip de Resposta Tàctica (ERT)». A més, addicionalment, nou d'ells són també se'ls va acusar de tinença, dipòsit i fabricació de substàncies o aparells explosius i inflamables de naturalesa terrorista, malgrat que ni en el vídeo publicat per la policia ni el peritatge dels TEDAX recollit al sumari s'aprecien explosius més enllà d'una olla i un sac de serradures d'un taller.
El 3 de març de 2022, la sala d'apel·lacions de l'Audiència Nacional va admetre a tràmit un recurs interposat per Alerta Solidària pel qual s'obligava al jutge instructor García-Castellón a citar a declarar els agents de la Guàrdia Civil responsables de la investigació dels activistes. En una interlocutòria de quatre pàgines, la sala va reconèixer per escrit que l'operació repressiva no té «un fet delictiu concret determinant que centri la investigació».
El 14 de febrer de 2023, Alerta Solidària va fer públic un comunicat en què anunciava que la sala segona de l'Audiència Nacional els havia donat la raó i obligava al jutge García-Castellón a permetre l'accés a tota la investigació secreta, realitzada el 2018 i 2019 contra trenta-vuit activistes dels Comitès de Defensa de la República (CDR) i organitzacions polítiques de l'Esquerra Independentista, que va desencadenar l'Operació Judes.

## Aplicació de l'amnistia
A finals de juny de 2024, la Fiscalia de l'Audiència Nacional demanà aplicar la llei d'amnistia als dotze membres dels Comitès de Defensa de la República acusats de terrorisme en el cas Judes, declarant "extingida la responsabilitat penal" i el sobreseïment del cas, i entenent que no es complia cap dels supòsits que determina la llei per no fer-ho, ja que no s'havia "vulnerat la normativa europea de terrorisme", segons argumentà la fiscal Marta Durántez. A més, afirmà que tampoc es van cometre de forma intencionada les greus violacions de drets que figuren al Conveni Europeu de Drets Humans. Per tant, tan sols l'acusació popular acabà que la llei d'amnistia no era aplicable.
L'Audiència Nacional retirà el 25 de juliol d'aquell any les mesures cautelars als 12 membres dels Comitès de Defensa de la República encausats en l'anomenada operació Judes.